# Ziviler atomarer Sprengsatz
Der Begriff „ziviler atomarer Sprengkörper“ oder „ziviler nuklearer Sprengkörper“ bezieht sich im Allgemeinen auf die mögliche Verwendung eines nuklearen Sprengkörpers („Atombombe“) für zivile oder friedliche Zwecke im Gegensatz zur Verwendung als Waffe.

## Geschichte und Hintergrund
Nachdem Kernwaffen während des Kalten Krieges zu strategischen Waffen in den Arsenalen der Supermächte wurden, haben Wissenschaftler und Ingenieure immer wieder auch die Nutzung der gewaltigen Sprengkraft für friedliche Zwecke in Betracht gezogen.
Die USA starteten 1957 im Rahmen des Atoms-for-Peace-Programms durch die Atomic Energy Commission (AEC) die Operation Plowshare, deren Name sich aus der hebräischen Bibel ableitet, Zitat:

„They will beat their swords into plowshares (...)“

„Sie werden ihre Schwerter zu Pflugscharen machen (...)“

Auch später zeigten sich Wissenschaftler von den Einsatzmöglichkeiten überzeugt, Zitat:

„I am confident that nuclear explosives will,
in the long run,
be used only for peaceful purposes.“

„Ich bin zuversichtlich, dass Kernsprengssätze,
auf lange Sicht,
nur für friedliche Zwecke verwendet werden.“

Auch die ehemalige Sowjetunion (UdSSR) startete ihr Programm unter dem Namen Atomexplosionen für die Volkswirtschaft. Man versuchte, Rohstoffvorkommen durch unterirdische Kernexplosionen ergiebiger zu machen, sowie im Bauwesen, insbesondere im Kanalbau. Alle angedachten zivilen Anwendungsgebiete erwiesen sich jedoch aufgrund der Problematik der Proliferation von Kernsprengkörpern, ihrer Technik und insbesondere der zu erwartenden hohen radioaktiven Kontamination durch den Einsatz als nicht praktikabel.

## Vertrag über friedliche Nuklearexplosionen (PNE)
Zwischen den Atommächten USA und der ehemaligen Sowjetunion wurde im Zuge der Verhandlung zum Schwellenwert-Teststoppabkommen (TTBT) der englisch Peaceful Nuclear Explosions Treaty (PNE) ‚Vertrag über friedliche Nuklearexplosionen‘ in dem Jahr 1976 unterzeichnet. Der PNE-Vertrag ist 1990 in Kraft getreten. Gleiches gilt auch für den TTBT-Vertrag.
Im Folgenden werden einige Anwendungsbereiche vorgestellt.

## Kratererzeugende Explosionen
Bei kratererzeugenden Explosionen wird der nukleare Sprengsatz unterirdisch gezündet, jedoch in einer so geringen Tiefe, dass die Explosion bis zur Erdoberfläche durchschlägt und große Gesteinsmengen in der Umgebung verteilt.

### Beispiele

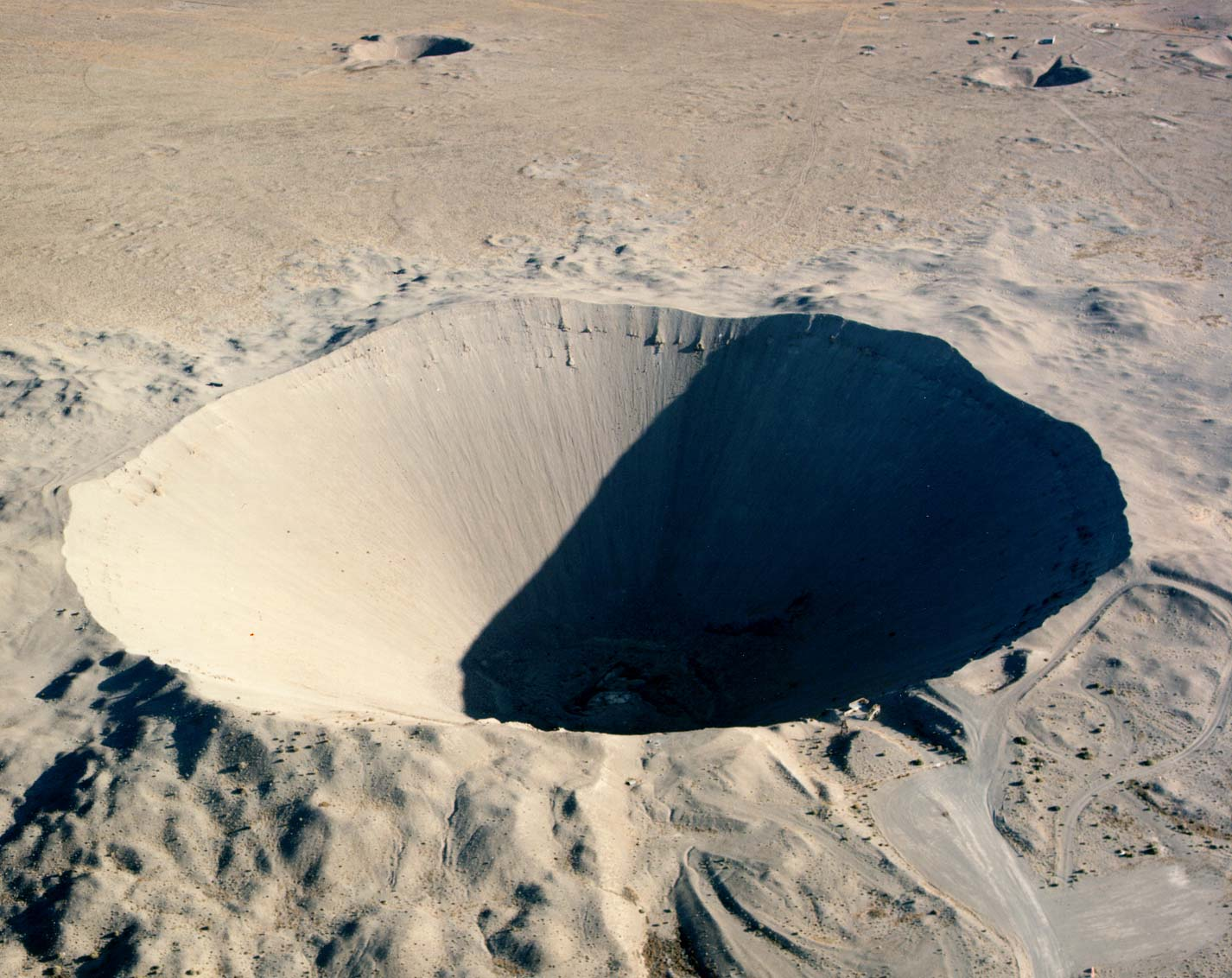
Krater des Sedan-Tests 1962

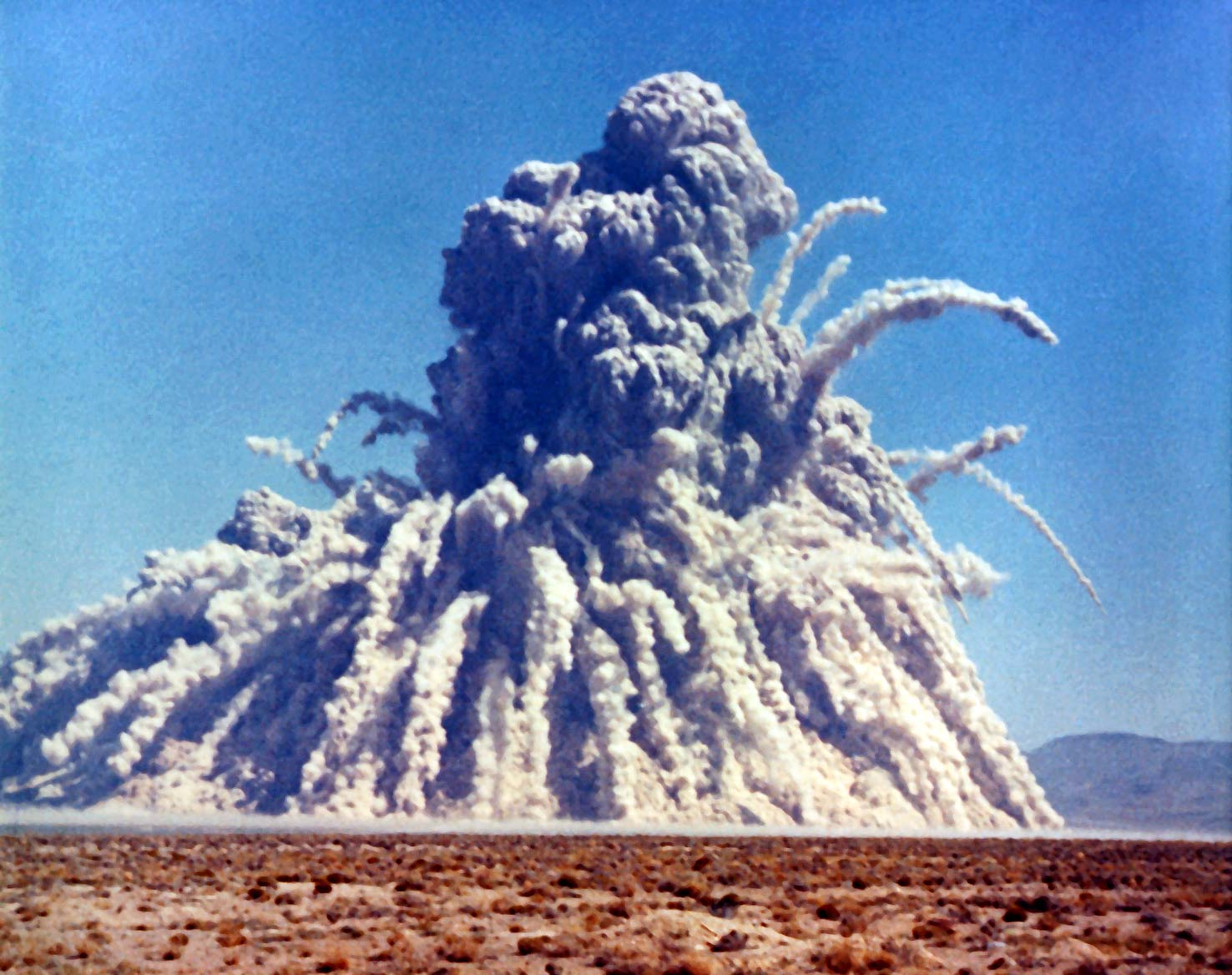
Sedan-Explosion 1962

Bekanntestes Beispiel einer zivil genutzten Atombombe ist die so genannte Sedan-Explosion der USA am 6. Juli 1962. Mit einer Explosionsstärke von 100 kt TNT-Äquivalent wurde ein Krater mit ca. 400 m Durchmesser und einer Tiefe von ca. 100 m ausgehoben.
Weitere US-amerikanische Explosionen zur Erzeugung von Kratern waren die Experimente Danny Boy, Sulky, Cabriolet, Buggy und Schooner.
In einem sowjetischen Experiment wurden drei Kernladungen mit jeweils 15 kt TNT-Äquivalent in etwa 165 m Abstand und in einer Tiefe von 127 m gezündet. Damit wurde ein länglicher Krater von 700 m Länge und 10 m bis 15 m Tiefe auf der Route des Petschora-Kolwa-Kanals erzeugt.

## Rohstoffgewinnung
Bei den vollkommen unterirdischen US-amerikanischen Testexplosionen Gasbuggy am 10. Dezember 1967 mit 28 kT Sprengkraft, Rulison am 10. September 1969 mit 43 kT Sprengkraft und Rio Blanco am 17. Mai 1973 mit drei Kernsprengköpfen von je 33 kT wurden die Auswirkungen unterirdischer Nuklearexplosionen auf natürliche Gasreservoire untersucht. Ziel war insbesondere eine erhöhte Ergiebigkeit der Gasvorkommen durch eine Lockerung des Gesteins.
Obwohl insbesondere der Rulison-Test sehr erfolgreich war (die Ausbeute des Gasvorkommens wurde um den Faktor zehn gesteigert), konnte das so gewonnene Erdgas trotz der nur sehr geringen radioaktiven Belastung kaum verkauft werden.

### Kontroversen
Die australische Minenmagnatin Gina Rinehart sorgte mit Forderungen für Aufsehen, ihre Minen mittels nuklearer Sprengungen ausbeuten zu dürfen.

## Kavernen
Unterirdische Nuklearexplosionen erzeugen bei geeigneter Tiefe, Bodenbeschaffenheit und Sprengkraft große Hohlräume. Davon ausgehend gab es Pläne, damit Kavernen beispielsweise für unterirdische Öllager, Gaslager oder auch für die dauerhafte Lagerung von Abfallstoffen zu schaffen.

## Bekämpfung von Öl- und Gasunglücken
Im Zuge der Versuche, die Ölkatastrophe im Golf von Mexiko 2010 unter Kontrolle zu bringen, trat der Vorschlag, einen atomaren Sprengsatz zur Bekämpfung des Öllecks zu benutzen, in der Öffentlichkeit hervor. Russischen Medienberichten zufolge wurde diese Methode dabei bereits wiederholt in der damaligen Sowjetunion bei der Bekämpfung von unkontrollierbaren Gaslecks benutzt. Die Kernexplosion soll dabei dazu geführt haben, dass durch die enorme Hitze das das Bohrloch umgebende Gestein geschmolzen ist und das Leck dadurch verschlossen hat. Steven Chu, ehemaliger Minister des United States Department of Energy (DOE), und weitere US-Regierungsmitglieder erklärten als Reaktion auf diesen und verschiedene andere Berichte in den Medien, dass die Verwendung einer Kernsprengköpfen zum Verschließen des Öllecks von offizieller Seite nie erwogen worden sei.

## Nutzung zur Erdbewegung
Es gab Pläne, Kernsprengköpfe zu nutzen, um Buchten in felsige Küsten zu sprengen, die dann als Tiefwasserhafen Verwendung finden sollten, siehe dazu auch Operation Chariot.
Für Pionierarbeiten allgemein sind nukleare Explosionen nutzbar. Aufgrund ihrer großen Stärke würden sie den Arbeitsaufwand erheblich verringern. Im Wasserbau ist hier z. B. Projekt Qattara-Senke zu erwähnen.

## Erzeugung seismischer Tiefenprofile
Nukleare Explosionen können zur Erzeugung seismischer Tiefenprofile verwendet werden. Der Vorteil gegenüber der Erzeugung mit konventionellen Sprengungen oder Schwingmaschinen liegt in der wesentlich höheren Sprengkraft, die stärkere Schallwellen erzeugt und damit die Erstellung größerer (mehrere tausend Kilometer) und tiefergehender seismischer Profile ermöglicht. In der Sowjetunion wurden in den 1970er Jahren im Rahmen des „Russian Deep Seismic Sounding“-Programmes mehrere zivile nukleare Sprengsätze zur Gewinnung seismischer Daten gezündet.

## Nukleares Pulstriebwerk
Eine weitere mögliche zivile Anwendung wären Raumschiffe mit nuklearem Pulsantrieb. In den 1950er und 1960er Jahren gab es in den USA das Orion-Projekt, dessen Ziel es war, ein solches durch Nuklearexplosionen betriebenes Raumschiff zu konstruieren. Das Projekt wurde jedoch 1965 eingestellt, ohne dass Tests mit nuklearen Explosionen stattgefunden hatten.
1978 veröffentlichten Wissenschaftler der British Interplanetary Society ihren Entwurf zum Projekt Daedalus: Ein unbemanntes Forschungsraumschiff sollte mit Hilfe von gepulsten Kernfusions-Explosionen binnen 50 Jahren zu dem 6 Lichtjahre entfernten Barnards Stern fliegen. Ein Nachfolgerprojekt ist das Projekt Icarus.

## Ablenkung von Asteroiden
Große Asteroiden oder Kometen stellen aufgrund ihrer enormen Aufprallenergie eine große Gefahr für das Leben auf der Erde dar, so sie sich auf Kollisionskurs mit der Erde befinden. So wird allgemein das Aussterben der Dinosaurier auf eine solche kosmische Katastrophe zum Zeitpunkt der Kreide-Tertiär-Grenze zurückgeführt. Wird ein solches Objekt rechtzeitig entdeckt, könnte die Möglichkeit bestehen, es abzulenken (siehe Abwehrstrategien und Projekte gegen Asteroiden). Eine Änderung der Geschwindigkeit um nur 5 cm pro Sekunde (entsprechend 0,18 km/h) bewirkt in 10 Jahren eine Kursabweichung von über 15.000 km, also mehr als dem Durchmesser der Erde. Aufgrund der hohen Masse von großen Asteroiden wird jedoch auch für eine solche kleine Geschwindigkeitsänderung bereits eine hohe Energiemenge benötigt. Eine Atombombe könnte diese leisten, indem sie in der Nähe des Asteroiden gezündet wird. Die freigesetzte Strahlung verdampft Material von der Oberfläche des Asteroiden, wodurch der Asteroid außerdem einen Rückstoß in entgegengesetzte Richtung erfährt.
Kritisch ist an diesem Vorgang, dass sich Größe und Richtung des Rückstoßes vor Durchführung der Ablenkung nur ungefähr vorhersagen lassen. Die Probleme beginnen schon mit dem Kernsprengsatz selbst, dessen Sprengkraft abhängig davon schwankt, wann genau nach der Herstellung der Überkritikalität die ersten Neutronen die Kettenreaktion auslösen. Ebenso wenig lässt sich der Energieübertrag auf den Asteroiden oder Kometen genau vorhersagen, da dieser u. a. vom Absorptionsgrad und der Struktur der Oberfläche abhängt. Die chemische Zusammensetzung bestimmt dann wiederum, wie viel Material anschließend verdampft und wie hoch der dabei entstehende Gasdruck wird.
Bei ausreichend langer Vorwarnzeit bis zum möglichen Einschlag erscheint es somit generell erfolgversprechender, exaktere Methoden, wie z. B. große Parabolspiegel im Weltraum, zu verwenden. Für den Fall nur noch wenig verbleibender Zeit bis zum Einschlag oder sehr hoher abzulenkender Massen ist jedoch die Ablenkung per Nuklearexplosion vermutlich die einzige derzeit technologisch verfügbare Alternative. Nicht praktikabel ist in der Regel hingegen, den Asteroiden selbst zu sprengen, wie es in einigen Hollywood-Filmen dargestellt wird, da die einzelnen Asteroidenteile unkontrollierbar wären und wahrscheinlich einen viel größeren Schaden auf der Erde anrichten würden.

## Gefahren
Durch die zivilen Explosionen wurden abseits der bekannten Atomwaffen-Testgelände vergleichsweise große radioaktive Kontaminationen erzeugt. Es werden radioaktive Stoffe in die Atmosphäre und in das Gestein eingebracht, weshalb diese Anwendungen heute gemeinhin als zu gefährlich und zu umweltbelastend angesehen werden. Außerdem besteht bei allen hier aufgezeigten Anwendungen extrem hohes Proliferationsrisiko, da die für zivile Zwecke bestimmten atomaren Sprengsätze jederzeit für militärische Zwecke missbraucht werden könnten.